# Johannes Petrus Maas
Johannes Petrus Maas est un sculpteur néerlandais, né le 22 janvier 1861 à Bois-le-Duc et mort le 3 février 1941 à Haarlem. Il est connu pour ses œuvres d'art Sacré.

## Histoire
Après des études à l'École royale des Beaux-Arts de Bois-le-Duc, il poursuit son apprentissage chez le sculpteur Stephen-Louis Veneman. Il s'installe à Haarlem en 1882 et réalise pour le diocèse de nombreuses œuvres inspirées du Nouveau Testament.
Ses réalisations comprennent des sculptures de saints et de personnages bibliques, quelques autels et d'autres réalisations profanes. Le monument de Tilbourg en hommage à Petrus Donders, béatifié par le Pape Jean-Paul II le 23 mai 1982, est considéré comme patrimoine national néerlandais.